# Maniatangaroa Falls
Die Maniatangaroa Falls sind ein Wasserfall westlich des Lake Taupō in der Region Waikato auf der Nordinsel Neuseelands. Er liegt nordwestlich der Ortschaft Te Aputa im Lauf des Whanganui Stream. Seine Fallhöhe beträgt 25 Meter.